# Ченто
Ченто (італ. Cento) — муніципалітет в Італії, у регіоні Емілія-Романья, провінція Феррара.
Ченто розташоване на відстані близько 330 км на північ від Рима, 27 км на північ від Болоньї, 31 км на південний захід від Феррари.
Населення — 35 837 осіб (2014).
Щорічний фестиваль відбувається 3 лютого. Покровитель — святий Власій Vescovo e Martire.

## Демографія
Населення за роками:

Станом на 1 січня 2023 року в муніципалітеті офіційно проживали 3953 іноземці з 80 країн, серед них 749 громадян країн Євросоюзу та 241 громадянин України.

## Сусідні муніципалітети
- Бондено
- Кастелло-д'Арджиле
- Кревалькоре
- Фінале-Емілія
- П'єве-ді-Ченто
- Сан-Джованні-ін-Персічето
- Сант'Агостіно